# Fischertechnik

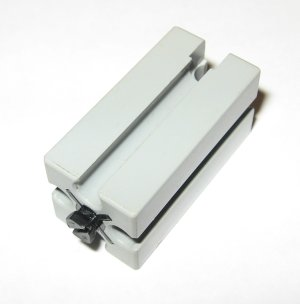
Основной строительный блок (30 мм)

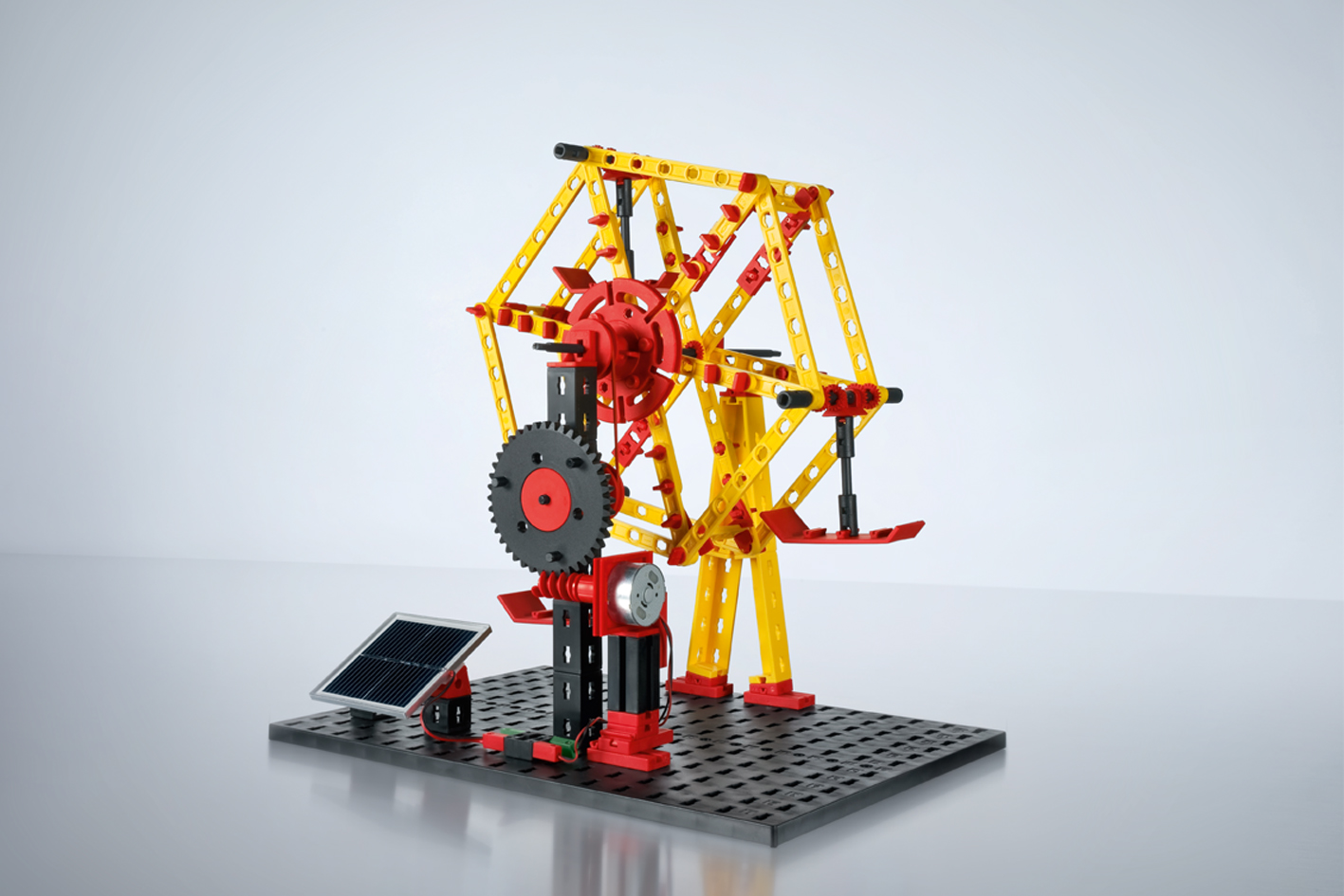
Модель с солнечной батареей из серии PROFI

fischertechnik (рус. фишертехник, по-немецки пишется с маленькой буквы) — пластмассовый развивающий конструктор для детей, подростков и студентов, изобретённый профессором Артуром Фишером в 1964 году.
Наборы fischertechnik выпускает немецкая фирма fischertechnik GmbH. Она входит в состав крупного холдинга fischerwerke GmbH & Co.KG, дочерние фирмы которого выпускают крепёж, крепежный инструмент, детали для автомобилей и различные изделия из пластмассы.
Конструкторы fischertechnik часто используются для демонстрации принципов работы механизмов и машин в средних, специальных и высших учебных заведениях, а также для моделирования производственных процессов и презентационных целей.

## Система соединений
Основным элементом конструктора является блок с пазами и выступом типа «ласточкин хвост». Такая форма дает возможность соединять элементы практически в любых комбинациях.
Также в комплекты конструкторов входят программируемые контроллеры, двигатели, различные датчики и блоки питания, что позволяет приводить механические конструкции в движение, создавать роботов и программировать их с помощью компьютера.

## Серии
- Junior — конструкторы с красной полосой, для детей от 5 лет
- Basic и Advanced — конструкторы с синей полосой, для детей от 7 лет
- Profi — конструкторы с чёрной полосой, для детей от 9 лет — серия знакомит с основами электроники, механики, статики, пневматики, а также с принципами возобновляемой энергетики
- Computing — конструкторы с серой полосой, для детей от 10 лет — с программируемыми контроллерами
- Plus — дополнительные наборы

## Программируемые контроллеры ROBO TX и ROBOTICS TXT
ROBO TX — компактный программируемый контроллер для управления моделями, собранными из конструкторов fischertechnik.
ROBOTICS TXT — новая версия программируемого контроллера. Входит в состав некоторых наборов fischertechnik, а также может быть приобретен отдельно. Набор «ROBOTICS TXT Discovery set» (или «ROBOTICS TXT Набор первооткрывателя», он же Fischertechnik Robotics 524328 TXT, см. обзор конструктора) — новинка в робототехнической линейке fischertechnik.

### Программное обеспечение ROBO Pro
Для разработки управляющих программ для контроллера ROBO TX используется среда программирования ROBO Pro. Программы составляются на графическом языке в виде блок-схем. Готовые программы загружаются в контроллер через интерфейсы USB или Bluetooth.
Программы ROBO Pro используются для управления моделями, собранными из конструкторов fischertechnik, в образовательных целях для обучения детей младшего и среднего школьного возраста основным концепциям программирования.
Программирование, основанное на блок-схемах

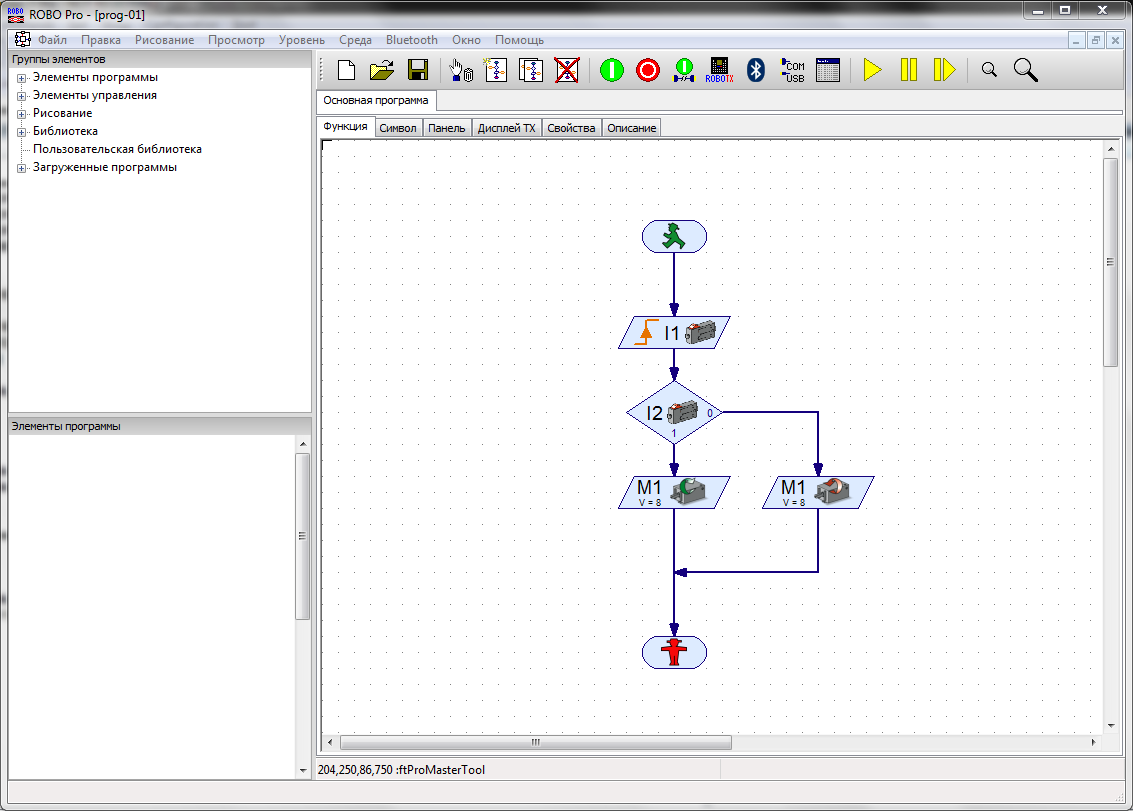
Программа ROBO Pro

Графический язык программирования, используемый в ROBO Pro, позволяет описывать алгоритмы в виде блок-схем — блоков различной формы, соединенных между собой линиями, указывающими направление последовательности выполнения. Фигуры, использующиеся в ROBO Pro для изображения программных элементов, в некоторой степени повторяют элементы, перечисленные в ГОСТ 19.701—90.

### Режимы выполнения программ
В среде ROBO Pro существует два режима выполнения управляющих программ, разработанных пользователем — запуск программы на компьютере и запуск программы на контроллере ROBO TX. Эти режимы называются «Онлайн» и «Загрузка в контроллер» соответственно.
- В режиме «Онлайн» управляющая программа выполняется на том же компьютере где и среда разработки ROBO Pro. Взаимодействие управляющей программы с входами и выходами контроллера ROBO TX происходит через интерфейс USB или по беспроводной линии связи Bluetooth. Для работы в этом режиме требуется постоянное соединение с компьютером.
- В режиме «Загрузка в контроллер» управляющая программа, предварительно записанная в память контроллера (RAM или FLASH), выполняется в контроллере ROBO TX и взаимодействует с входами и выходами через интерфейс встроенной операционной системы реального времени. В этом режиме подключение к компьютеру не требуется.